# Соколівка (Золочівський район)
Соколі́вка — село в Україні, Золочівському районі Львівської області. Населення становить 780 (01.01.2016 р.) осіб. Орган місцевого самоврядування: Буська міська рада.

## Географія
У селі бере початок річка Пуста, права притока Радоставки.

## Історія села Соколівка
Одне з найдавніших поселень Галицької держави. Перші спогади про нього належать до 1016 року, часів київського князя Святополка (Окаянного), сина Володимира Великого, коли воно належало до Белзького князівства. Після смерті батька Святополк оженився на доньці польського короля Болеслава Хороброго — Марині та захопив Київ. В битві з військом Ярослава Мудрого у травні 1016 року під Любачем він зазнав поразки і втік до Кракова, шукаючи захисту в тестя. Польський король надав зятеві Белзьке князівство. Тоді Святополк у неприступних болотах, мальовничому місці Соколівці, на високому пагорбі (недалеко від нинішньої околиці Кудляки) заснував дерев'яний замок. У 1018 році Болеслав пішов походом на Київ. Недалеко від Буська військо Ярослава було розбите. Болеслав разом із Святополком захопили Київ, король навіть повісив свій меч на Золотих воротах, а Ярослав Мудрий був змушений втікати до Новгорода. Святополк, втративши іноземну підтримку, не втримався в Києві, бо був розбитий сильнішим військом Ярослава Мудрого на річці Альті. Втікаючи від Ярослава, він пробував оборонятися в Соколівському замку, але й тут був розбитий, а в червні 1022 року загинув. Затримавшись у замку, Ярослав Мудрий полював на диких турів у тих лісах, де тепер хутір Сокіл. Саме там, як переповідав давню легенду П. Зробок, князь натрапив на соколині гнізда і на льоту вбив стрілою сокола, якого повісив над своїм наметом, сказавши, що це урочище називатиметься Сокіл. Залишивши свого тисяцького Кудиляка, який був із половців, у замку, Ярослав Мудрий повернувся до Києва. А замок цей був зруйнований у 1241 році татаро-монголами, від яких люди переховувались у лісових хащах. Навіть досі за полем, що між Грабиною і Переволочном, збереглася назва Дебра, хоч яри вирівняли за колгоспних часів.
У 1335 році Перемишльське князівство завоював польський король Казимир Великий, а в 1364 році він захопив Белзьке князівство, зокрема й Соколівку. У 1383 році король спровадив до Соколівки жидів-купців. Відтоді вона почала перетворюватися на купецьке містечко, через яке проходив торговий шлях між Сходом і Заходом.
У 1648 році під час Визвольної війни українського народу під проводом Богдана Хмельницького через Соколівку проходили козацькі загони полковників Івана Чарноти та Семена Пободайла. Повертаючись з-під Замостя, у Соколівці в рукопашному бою Чарнота загинув. (До речі, ім'я цього козацького полковника було присвоєно як псевдо в роки Другої світової війни сотнику УПА Іванові Гайвасеві, двоюрідному братові Ярослава Гайвася — помічника і заступника провідника ОУН (М) полковника Андрія Мельника, який перебував у гітлерівському концтаборі. Іван Гайвась загинув у зимі 1944 року в сутичці з донськими козаками, що були на службі в німців.) У 1649 році через село з Топорова проходили війська польського короля Яна Казимира на допомогу обложеним у Збаражі військам князя Яреми Вишневецького. У 1651 році тут стояли війська князя Любомирського, які йшли під Берестечко на з'єднання з головними частинами війська короля Яна Казимира.
У 1662 році поневолювати Україну пішли польські гетьмани, але були розбиті під Чигирином козацькими військами гетьмана Петра Дорошенка. Втікаючи від погоні, польський гетьман Стефан Чарнецький постійно відступав на Волинь, але був змушений повернути на Соколівку, де його війська були вщент розбиті в серпні 1663 року. Тоді ж загинув, на думку деяких авторів, і сам гетьман у місцевості, яка і досі називається Ставищем (Стависьком) біля Сокола. Використовуючи цей факт, польська влада в 1930-х роках навіть намагалася перейменувати містечко на Соколівку Гетьманську.
У 1685 році Соколівці було надано магдебурзьке право, і вона стала відомою як торговий центр, містечком. Його зростанню сприяло й те, що польський поміщик Мар'ян Крушельницький збудував на Соколі водяний млин, а в Соколівці — бровар, де тривалий час виробляли пиво. До наших днів є вулиці Замчисько, Бровар, що нагадують про ті історичні події.
Перша письмова згадка про село знайдена за 23.05.1645 р. як «намір Станіслава Конєцпольського заснувати місто Соколів на спадковім бродськім ґрунті у руському воєводстві». У 1687 р. містечко переходить у власність Миколи Коссаковського у 1761 р. до Катерини Потоцької. Саме вона рекомендує на посаду священика Юрія Тарнавського обіцяючи при тому збереження попередніх прівелеїв для міщан. Наступними власниками Соколівки були князь Євген Лігве, Владислав Богоровський, доктор права.
Перша письмова згадка про церкву датується 1649 р. в якій «Федь Пашко і Гаспер Вельжинський свідчать, що через спустошення і спалення церкви і греблі ордою не працює млин, вмирають люди, не можуть вчасно сплачувати податки». Пізніше згадується про церкву «Вознесіння Господнього» побудовану в 1730 р.
3 1539 року в Соколівці проживала родина Супранівських, що започаткувала тут відливання гармат і церковних дзвонів. Вона породичалася згодом з іншими відомими галицькими родами, своєю чергою пов'язаними з родиною Маркіяна Шашкевича. Ливарня Супранівських у Соколівці існувала 400 років. З цієї родини у XX ст. вийшли літератори В. Супранівський, В. Чучман, І. Чуяк-Супранівська.
Землі, які колись належали М. Крушельницькому, дотепер називають Крушильною. Вони лежать над річкою, що перетинає Лабач (П. Зробок казав, що річка так називається, хоч у літературі її називають ще Рікою, Ярославкою, Каналом, вона впадає у Стир).
У пана Крушельницького орендував землі (був посесором) Моше Вагнер. З цим ім'ям досі пов'язують назву річки Мошківки, яка тече через Крушильну і Велику гряду, де пізніше землі було осушено.
В 1846 році в Соколівці коло цвинтаря були побудовані військові казарми для полку австрійських гусарів (уланів). З часом вони зруйнувалися, а їх залишки зберігалися до 1927 року.
Перші письмові відомості про школу датуються 1858 р. Це була школа з одним учителем.
Наприкінці XIX ст. поч. ХХ ст. кількість віруючих у греко-католицькій парафії сягає:
- 1888 р. — 2118 чол
- 1900 р. — 2149 чол.
- 1912 р. — 3122 чол.

Крім українців, у містечку проживали римо-католики — 105 чол. у 1912 р., євреї — 368 чол. у 1912 р. Містечко зміцніло економічно.
Через бідність ґрунтів головним заробітком мешканців було: торгівля (до 20 крамниць різного призначення) ремесло (бондарство, виробництво цегли, відоме дзвонарство), в місті влаштовувався щорічний двотижневий ярмарок, був відомий по продажу коней яких привозили з Росії.
В першій половині ХХ ст. активізується і суспільно-політичне життя містечка. Найкращі спогади залишив про себе о. В.Кальба (парох греко-католицької церкви Вознесіння Господнього), який поселився в Соколівці приблизно 1901 р. Він, істинний цінитель історії рідної землі, громадський діяч, меценат. Своїми зусиллями відкриває початкові школи, хати-читальні, запрошує вчителя, який готує здібних дітей міщан для здачі екзаменів-екстерном за курс гімназії. Отець В. Кальба ініціатор заснування в м. Соколівка товариства «Сільський господар», «Віра», «Сокіл», він запросив до містечка лікаря, який безплатно опікувався хворими. Його стараннями і матеріальною підтримкою почали діяти Рогатинська, Буська, Яворівська гімназії. Після виборчої реформи в Австро-Угорщині о. Володимир стає активним агітатором за українських кандидатів у Віденський сейм.
У період виборів 1907 р. в село прислали солдатів під керівництвом комісара Слонецького, якого було поранено з вогнепальної зброї, арештовано невинну людину. Священик поїхав в відділок поліції що у м. Олесько рятувати міщанина, але був арештований. Матеріали інспірованої справи сьогодні знаходяться в Львівському обласному архіві. Через кілька днів не маючи ніяких доказів о. В.Кальбу відпускають. Після повернення з під арешту пароха зустрічають на станції Ожидів його парафіяни. На руках виносять з вагону поїзда, на спеціально зроблених фотелях несуть до села. У 1911 р. о. Кальба стає ініціатором побудови пам'ятного знака на Білій горі у Підлиссі та вшанування культу Маркіяна Шашкевича. Створено спеціальний комітет при товаристві «Просвіта». Організовано збір пожертвувань, розроблений проект пам'ятного знака, організовано роботи по насипанню ґрунту на пагорб, організовано програму свята відкриття пам'ятного знака. Свято відбулося 29 жовтня 1912 р. Згодом 4 листопада 1912 р. о. В.Кальби не стало.
Дзвони з ливарні Супранівських розходились по Галицькій околиці. Процес відливання відбувався при спостереженні замовників, приходили і мешканці села. Ливарня припинила своє існування наприкінці 40х рр. Супранівський Володимир — спадкоємець ливарні 1939 р. обирається громадою села головою сільської ради, депутатом так званих Народних Зборів Західної України.
З приходом німецьких військ В.Супранівський обирається односельчанами на посаду громадського голови (солтиса) і на ній перебуває до квітня 1942 р., деякий час не працює, а в 1943 р. за протекцією відомого на Золочівщині адвоката Теодора Ваньо влаштовується на посаду секретаря сільської громади (ляндимайнде) в сусідньому с. Ожидів.
Володимир Супранівський був досить освіченою людиною, він займався перекладацькою працею. Такі переклади В.Супранівського як «Тарас Бульба», «Мазепа», «Запорожці у Сарогоссі» були конфісковані польською поліцією, а потім з сільського музею працівниками КДБ, дві книжки — «Орися» та «Потомки запорожців» довгий час зберігалися у Петра Зробка (вдома). Він працював також над перекладом на українську мову творів Кнута Гамсуна, І.Вазова, Янки Купали. З листопада 1944 року їде у підпілля. До останнього часу доля його не була відома. Із знайдених архівів у родинній садибі можна встановити останні записи зроблені В. Супранівським 1956 р., є припущення що помер в тому ж 1956 р. і похований рідними сестрами Галею та Анелею на батьківській садибі.
У Науковій бібліотеці Львівського національного університету ім. І. Франка збереглася його книжка «На вічну пам'ять Тарасові Шевченкові». Детальнішу інформацію про історію села Соколівки можна знайти в працях дослідників: Петра Зробка, Богдана Зробка, Романа Баранського, Івана Паламара, в матеріалах зібраних Марією Стирською і Наталією Дубенською та історико-краєзнавчому музеєві Соколівської середньої школи.

## Відомі люди
- Сірський Василь — український військовий та науковий діяч, десятник дивізії «Галичина», доктор історичних наук, педагог.
- Володимир Кальба — священик. Пам'ятник відритий у Соколівці 25 липня 2010 року.
- Марія Кромпець-Морачевська (1897—1960) — українська художниця декоративно-ужиткового мистецтва, живописець, педагог.
- Михайло Бартіш (*1.03.1941) — вчений математик, кандидат фізико-математичних наук (обчислювальна математика).

Михайло Ярославович Бартіш (нар. 1 березня 1941) — учений-математик. Доктор фізико-математичних наук, професор. Академік АН ВШ України з 2009 р.
Народився у селі Соколівка Буського району Львівської області. У 1957 р. закінчив Соколівську середню школу і вступив на механіко-математичний факультет Львівського державного університету ім. Івана Франка, який закінчив у 1962 р. за спеціальністю «математика». У 1962—1965 рр. працював асистентом кафедри обчислювальної математики. В 1964 р. вступив в заочну аспірантуру при Інституті математики АН УРСР, а з жовтня 1965 р. переведений в очну аспірантуру, яку закінчив у січні 1968 р. З 1968 р. по 1969 р. працював на посаді ст. викладача кафедри обчислювальної математики. У травні 1968 р. захистив кандидатську дисертацію за спеціальністю «обчислювальна математика». З 1969 р. по 1973 р. працював на посаді доцента кафедри обчислювальної математики (звання доцента присвоєно у 1971 р.). З 1968 р., з невеликою перервою, по 1974 р. працював заступником декана механіко-математичного факультету. З 1973 р. працює на кафедрі теорії оптимальних процесів. В період з 1973 по 1975 рр. та з 1986 по 1991 рр. — на посаді доцента кафедри, понад 25 років завідує кафедрою теорії оптимальних процесів (з 1975 р. по 1986 р. і з 1991 р. по даний час).
Наукові інтереси: розробка нових числових методів розв'язування нелінійних функціональних рівнянь і задач на екстремум.
Має понад 150 наукових та навчально-методичних розробок, з них понад 50 у журналах з переліку ВАК України, є автором посібника: «Методи оптимізації, Теорія і алгоритми» (2006) з грифом МОН України; співавтор підручника «Дослідження операцій» у двох частинах (2007) з грифом МОН України, співавтор монографії, автор 3 навчальних видань обсягом понад 100 стор. кожне, співавтор навчального посібника «Теорія ігор» (2005). Підготував 6 кандидатів наук.
Член експертної ради ДАК при Міністерстві освіти і науки з природничих наук і математики, член експертної ради ВАК України з інформатики та кібернетики (група спеціальностей 01.05). Член спеціалізованої вченої ради К 35051.07 при Львівському національному університеті ім. Івана Франка.

### Володимир Кальба
28 липня 1865 р., в селі Острів біля Тернополя в родині священика Теодора й Олени з Любовичів народився син Володимир. Навчався спершу в народній школі в Острові, а потім — у гімназії в Бережанах. Після закінчення вступив до Львівського університету, а після двох курсів правничого факультету перевівся на теологічні студії, які закінчив 1889 року. Перед висвяченням він одружився з Мальвіною, донькою отця І. Левицького. Свою священицьку працю розпочав у єпархіальному деканаті в місті Бережани, потім — у селі Сасові Золочівського повіту. З кінця 1899 р. був призначений постійним парохом-настоятелем церкви села Соколівки Золочівського повіту.
У цей час більшість населення Золочівського та Бродівського повітів була під впливом москвофільських поглядів. Будучи людиною, відданою душею і тілом своєму народові, о. Володимир Кальба, як і інші, включився в боротьбу за поширення духовного та національно-просвітного руху українського відродження.
Отець Володимир Кальба вперше серед священиків поєднав свою духовну діяльність із громадсько-політичною, переборюючи опір із боку влади та промосковськи налаштованих священиків. Він засновував читальні «Просвіти» в селі Соколівці та в сусідніх селах. Схожу діяльність вів у Золочеві та Бродах. Став одним із перших основоположників і фундаторів Рогатинської, Яворівської та Буської гімназій.
Саме він на засіданні головного відділу Товариства «Просвіта» у Львові 1910 р. став ініціатором підняття та звеличення пам'яті великого діяча української культури та мови о. Маркіяна Шашкевича.
Він звертався до всієї громадськості Галичини питання спорудження пам'ятника М. Шашкевичу на Білій (Підлисецькій) горі. Його обрали головою будівельного фонду, і він провадив цю роботу. Пам'ятник було споруджено та завершено 1911-го. І відтоді щороку першої неділі серпня на Підлисецькій горі збираються всі ті, хто шанує пам'ять славного сина України Маркіяна Шашкевича.
Отець Володимир Кальба завжди намагався бути в гущі народу. Жодна релігійна чи національна маніфестація, інші молодіжні заходи не відбувалися без його участі. Особливо потрібно згадати його титанічну працю в селі Соколівка Золочівського повіту. Прибувши до Соколівки, він застав великий нелад у громаді та велику неграмотність селян. На цей час Соколівка була містечком. Тут поряд з українцями жили поляки та євреї, відбувалися великі ярмарки, було багато крамниць, шинків, чимало ремісників тощо.
Відтак були й негаразди в житті самого села. Особливо зростало пияцтво. Багато сімей розорялося внаслідок того, що іноді за борги та горілку мусили продавати клаптики своєї землі.
Отець Володимир Кальба повів боротьбу із цим злом. Він заснував у селі товариство «Тверезості» й на честь цього, за його порадою, встановили пам'ятник, до якого йшли особливо молодята, коли одружувалися, і давали присягу не вживати алкогольних напоїв, вести себе по-християнськи. Крім того, в селі організували роботу парафіяльної крамниці, створили кредитове товариство «Віра».
Дуже велику увагу отець Кальба приділяв вихованню молоді в релігійному та національному дусі. За його почином почало існувати товариство «Сокіл», було організовано хор, почали діяти аматорський та інші гуртки. При будинках «Просвіти» організовували бібліотеки, ставили вистави, проводили різні вечори й інше. Народ підносив голову, почав вірити у своє краще майбутнє, у свого духовного наставника. Зростала грамотність селян, бо, крім школи, сам отець Кальба часто проводив заняття зі старшими людьми, навчаючи їх грамоти.
Керівництво часто було незадоволене його діями, оскільки все це пробуджувало національну свідомість українців. Вони почали задумуватися над тим, «чиї ми сини і яких батьків діти». Отець Кальба боровся за те, щоб на виборах до австрійського парламенту давали змогу й українцям мати своїх представників, а не завжди вибирали поляків або євреїв, хоча основна частина населення були українці. Отець Кальба провів роботу так, що в майбутньому на виборах проходили й українці. Польсько-австрійська адміністрація вдалася до фальшивих дій і фабрикацій проти отця Кальби. Його заарештували за те, що під час виборів убили комісара драгунів Слонецького, якого прислали стежити за перебігом виборів у Соколівці. Але ця провокація не вдалася. Згодом суд виправдав отця Кальбу, і коли він прибув після звільнення на станцію Ожидів, його очікував увесь народ і з радістю в очах супроводжував свого духовного наставника, несучи його на руках аж до Соколівки. На початку Соколівської території на нього чекали євреї зі своїм рабином, віддаючи данину шани за його відданість народові. Це ще раз вказує на те, що о. Кальба своєю діяльністю сприяв єднанню та дружнім відносинам українців з євреями та поляками.
Багато добрих справ здійснив отець Кальба. Тому громадськість Соколівки шанує пам'ять свого духовного провідника. Ще в ті далекі роки на його могилі спорудили величавий пам'ятник. Соколівська середня школа носить його ім'я. Біля школи буде встановлено пам'ятник-бюст.
Володимир Кальба помер 4 листопада 1912 р., проживши лише 47 літ.

## Інтернет-посилання
- Погода в селі Соколівка